# Torpédo Mark 46

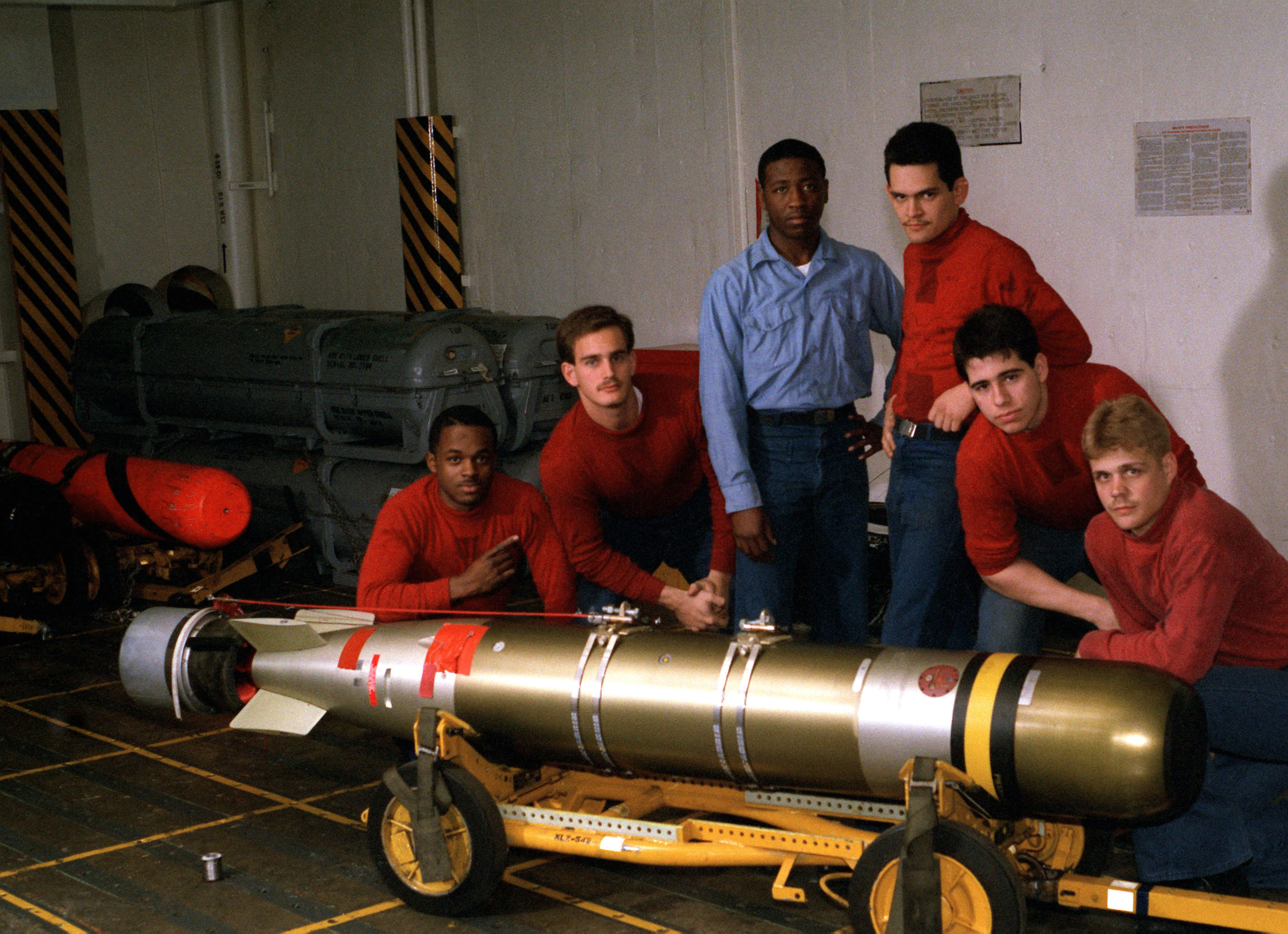
Posádka letadlové lodě USS Dwight D. Eisenhower (CVN-69) s torpédem Mk.46

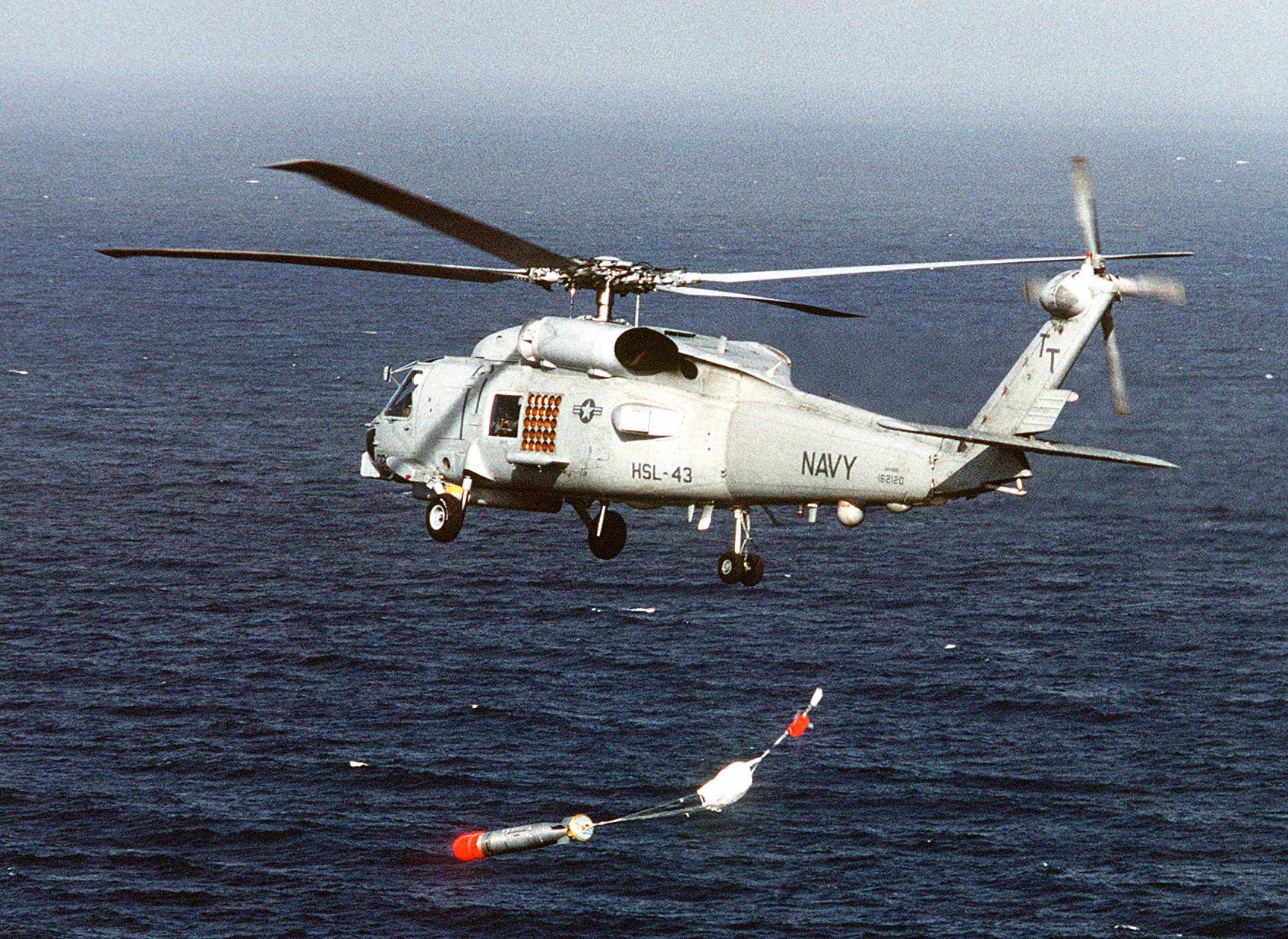
Torpédo Mk.46 nesené protiponorkovým vrtulníkem SH-60B Seahawk

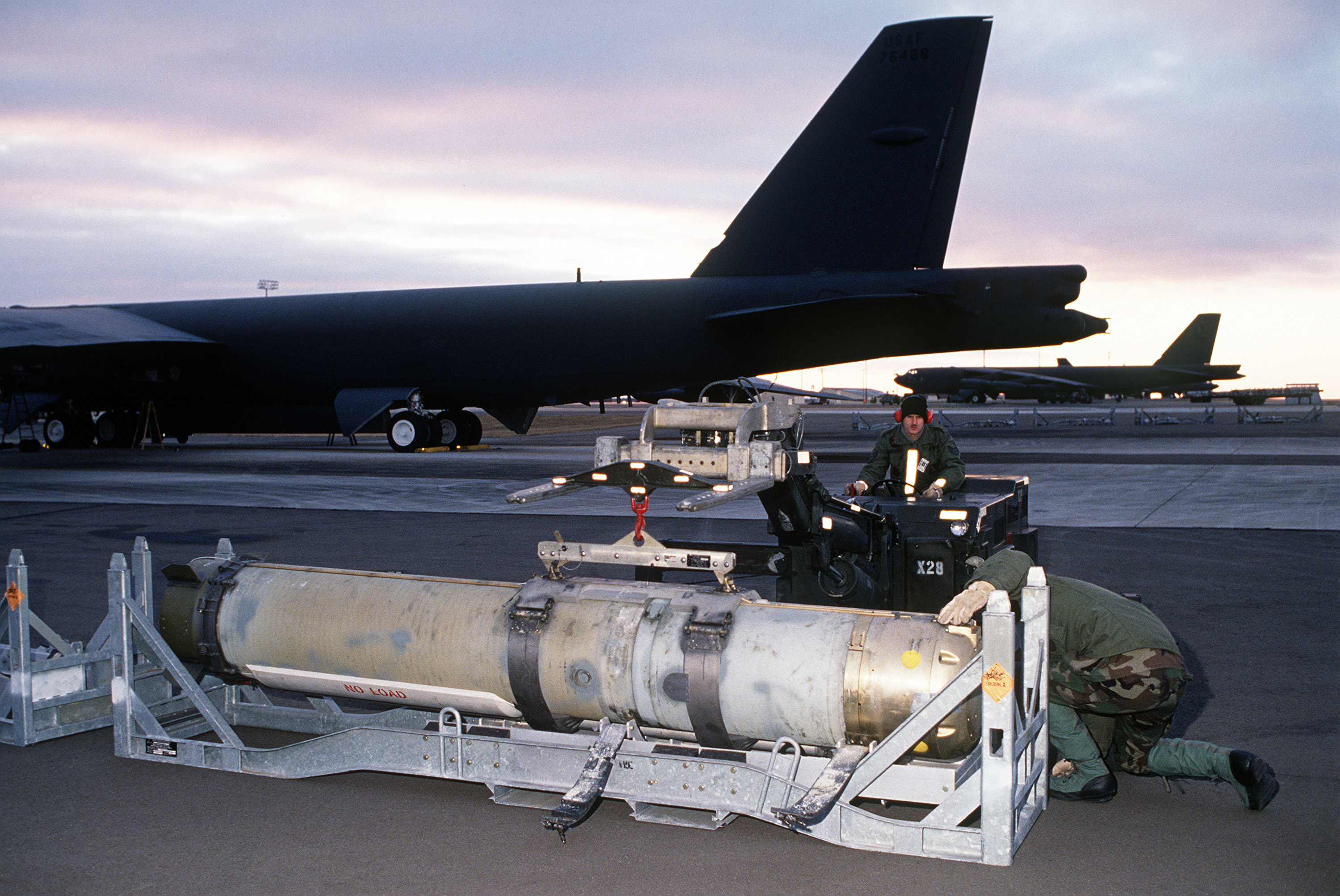
Námořní mina Mk.60 CAPTOR

Mark 46 je americké lehké protiponorkové torpédo ráže 324 mm. Může být vypouštěno z hladinových válečných lodí (z torpédometů, nebo jako raketové torpédo ASROC), letadel a vrtulníků. Do služby bylo zavedeno roku 1963 a od té doby je postupně modernizováno až k verzi Mk.46 Mod. 5A. Jedná se o standardní torpédo zemí NATO. Do služby jej zavedla námořnictva USA a dalších více než 25 zemí. Vyrobeno bylo více než 25 000 torpéd Mk.46. Jde o nejrozšířenější lehké torpédo na světě.
Na základě amerického torpéda Mk.46 a evropského A244 vzniklo čínské torpédo Yu-7.

## Vývoj
Torpédo bylo vyvinuto v letech 1960–1963 americkou společností Aerojet jako náhrada za torpédo Mk.44. Do služby zavedeno roku 1963.

## Popis
Torpédo má konvenční koncepci. Na přídi je naváděcí a bojová hlavice (o hmotnosti 45 kg), uprostřed palivo a na zádi motor a řídící plochy. Naváděcí systém je vybaven aktivním a pasivním sonarem.

## Verze[1]
- Mk.46 Mod. 0 – Základní verze zavedená roku 1963. Operovalo do hloubky 350 metrů.
- Mk.46 Mod. 1 – Vylepšená verze poháněná jiným palivem. Subverze Phase 1 měla zesílený trup a hloubkový dosah až 400 metrů. Subverze Phase 2 měla zlepšenou schopnost detekce ponorek v malých hloubkách.
- Mk.46 Mod. 2 – Silnější hlavice s výbušninou PBXN a výkonnější počítač. Zavedeno 1972. Zaměřovací hlavice měla údajně dosah 460 metrů.
- Mk.46 Mod. 4 – Toto torpédo je součástí námořní miny Mk.60 CAPTOR (Encapsulated Torpedo).
- Mk.46 Mod. 5 NEARTIP (Near Term Improvement Program) – Modernizační kit pro torpéda Mk.46 Mod. 2 zavedený roku 1979. Zlepšený naváděcí systém a dvourychlostní motor s dosahem až 11 km.
  - Mk.46 Mod. 5A – Levnější obdoba modernizačního kitu NEARTIP zlepšovala vlastnosti torpéda v mělkých vodách. Ještě modernější subverze jsou označeny Mod. 5 A(S) a Mod. 5 A(SW)
- Mk.46 Mod. 6 – Torpédo MK.46 pro námořní minu Mk.60 CAPTOR, které využívá části modernizačního kitu NEARTIP.

## Hlavní technické údaje (Mk.46 Mod. 5)[1]
- Hmotnost: 234,8 kg
- Hlavice: 45 kg
- Délka: 2,59 m
- Průměr: 324 mm
- Dosah: 11 km
- Rychlost: 40 uzlů
- Operační hlubka: 15–450 m